# گونزالو گوئررو

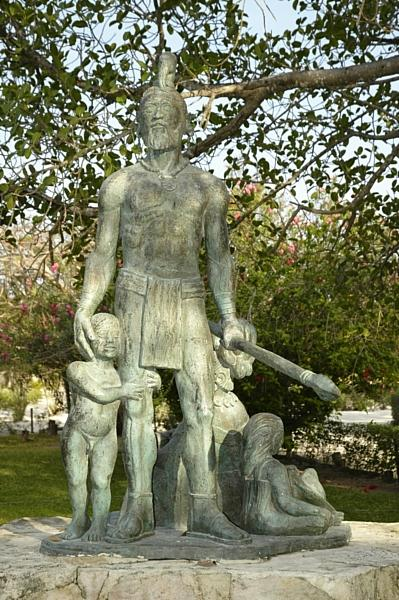
مجسمه‌ای اثر «رائول آیالا آرلانو» در آکومال، گوینتانا رو به یاد گونزالو گوئررو

گونزالو گوئررو (Gonzalo Guerrero) (همچنین معروف به گونزالو مارینرو، گونزالو د آروکا و گونزالو د آروزا) (Gonzalo Marinero،‏ Gonzalo de Aroca و Gonzalo de Aroza)، ملوانی از اهالی پالوس در اسپانیا بود که کشتی‌اش در حوالی شبه جزیرهٔ یوکاتان غرق و توسط مایاهای محلی به بردگی گرفته شد. گوئررو با کسب آزادی‌اش، به جنگجویی محترم تحت نظر فرمان‌روایی، از مایا تبدیل شد و سه تن از اولین کودکان مستیسو در مکزیک و به احتمال نخستین فرزندان دورگهٔ قارهٔ آمریکا را بزرگ کرد. اطلاعات کمی از سنین جوانی او در دسترس است.

## غرق شدن کشتی
در سال ۱۵۱۱، گونزالو با ۱۵ نفر دیگر از جمله جرونیمو دی آگیلار از پاناما در یک کاراول به سمت سانتو دومینگو در حال حرکت بود که کشتی آن‌ها غرق شد. هرچند، خدمه موفق شدند که سوار قایق‌های نجات شوند و به مدت دو هفته در حوالی شبه جزیرهٔ یوکاتان شناور بودند تا اینکه جریان قوی آب، آن‌ها را به ساحل ایالت کنونی کینتانارو در مکزیک رساند. زمانی که به خشکی رسیدند، گوئررو و دیگر افراد خدمه توسط سرخ‌پوستان مایا اسیر شدند.

## بردگی
برنال دیاز دی کاستیلو (نویسندهٔ کتاب تاریخ واقعی از فتح اسپانیای نو، فصل ۲۹) بر اساس گزارش آگیلار، شرح می‌دهد که مایاها کمابیش بلافاصله تعدادی از خدمهٔ کشتی را قربانی کردند در حالی که بقیه را در قفس انداختند. اسپانیایی‌ها موفق به فرار شدند، اما توسط دیگر فرمانروایان مایا اسیر و برده گشتند. تا سال ۱۵۱۹، سالی که هرنان کورتس فتح مکزیک را آغاز کرد، تنها دو نفر از بازماندگان آن کشتی، زنده مانده بودند: گونزالو گوئررو که تا آن زمان در میان مایاها به عنوان فرماندهٔ جنگی برای ناکن کان، فرمانروای چاکتمال (که شامل بخش‌هایی از مکزیک و بلیز می‌شد) معروف شده بود؛ جرونیمو دی آگیلار که در زادگاهش، اسپانیا، کشیش بود. گوئررو در آن زمان با دختر ناکن کان، زازیل هو ازدواج کرد و پدر نخستین فرزندان دورگه در آن منطقه شد. کورتس همچنین دریافت که حملهٔ اخیر به گروه اکتشافی کوردوبا ناشی از پیشنهاد گوئررو بوده‌است.

## اکراه از بازگشت
کورتس در سال ۱۵۱۹ از کوبا به کوزومل رسید و از طریق قاصد مایایی، نامه‌ای به سرزمین اصلی فرستاد و از دو اسپانیایی که شایعاتی دربارهٔ آن‌ها شنیده بود، دعوت کرد تا به او بپیوندند. آگیلار با مترجم، دونا مارینا معروف به «لا مالینچه» در طی آن فتوحات، همراه شد. بنا به گزارش برنال دیاز، زمانی که راهب تازه آزاد شده تلاش کرد تا گوئررو را متقاعد کند که به او بپیوندد، گوئررو پاسخ داد:
«برادر آگیلار؛ من متأهل هستم و سه فرزند دارم، آن‌ها در اینجا به من به چشم کاسیک (رئیس قبیله) و در زمان جنگ به چشم فرمانده نگاه می‌کنند. صورتم را خالکوبی و گوش‌هایم را سوراخ کرده‌ام. اگر اسپانیایی‌ها مرا این‌طور ببینند، درباره‌ام چه خواهند گفت؟ تو برو و خدا به همراهت، تو دیده‌ای که بچه‌هایم چقدر خوش سیما هستند. لطفاً از آن مهره‌هایی که آورده‌ای به من بده تا به آن‌ها بدهم و به آن‌ها خواهم گفت که برادرانم آن‌ها را از سرزمینم فرستاده‌اند».
دیاز در ادامه توضیح می‌دهد که چطور همسر گونزالو، زازیل هو، آن گفتگو را قطع کرده و با عصبانیت آگیلار را با زبان خودش مورد خطاب قرار داده‌است:
«و همسر سرخ‌پوست گونزالو با عصبانیت با آگیلار به زبان خودش صحبت کرد و به او گفت: 'عجب برده‌ای که برای صحبت با شوهرم به اینجا آمده‌است – از اینجا برو و با حرف‌هایت مزاحم ما نشو'».
سپس آگیلار دوباره با گوئررو صحبت کرد و اعتقاد و باور مسیحی او را یادآور شد و به او هشدار داد که روح جاودانهٔ خود را به خاطر یک زن سرخ‌پوست حرام نکند. اما نتوانست گونزالو را متقاعد کند.
بنا به اظهار رابرت اس. چمبرلین، فرانسیسکو دو مونتهو پی برد که گوئررو فرماندهٔ نظامی چاکتمال بوده‌است. او با فرستادن نامه‌ای بلند که در آن باور مسیحی گوئررو را به او یادآور می‌شد، با پیشنهاد دوستی و عفو کامل و درخواست آمدن به کشتی، در صدد تلاش برای قانع کردن گوئررو بود. گوئررو پاسخ خود را در پشت آن نامه نوشت و اظهار کرد که نمی‌تواند ارباب خود را ترک کند، چون برده‌است، «اگرچه متأهلم و زن و فرزند دارم. من به یاد خدا و شما آقای محترم هستم، اسپانیایی‌ها دوست و رفیق من هستند».
به نظر می‌رسد، گوئررو به دوستان و خانوادهٔ مایایی خود گفته بود که اسپانیایی‌ها نیز همانند دیگر انسان‌ها از دنیا می‌روند. او ارتش مایا را در حملات علیه کورتس و معاونانش مانند پدرو دی آلوارادو و فرماندار پانامایی، پدراریاس، رهبری کرد. آلوارادو در لشکرکشی خود در هندوراس، دستور دستگیری گوئررو را داده بود.

### مرگ در نبرد
زمانی که معاون‌های مونتهو، آویلا و لوژان دوباره به چاکتمال رسیدند، اویدو اعلام کرد که گوئررو تا سال ۱۵۳۲ از دنیا رفته‌است. آندرس دی سرسیدا در نامه‌ای به پادشاه اسپانیا به تاریخ ۱۴ اوت ۱۵۳۶، از نبردی می‌نویسد که در اواخر ژوئن ۱۵۳۶ میان پدرو دی آلوارادو و سرخ‌پوستی هندوراسی به نام سیکامبا روی داد. پس از نبرد، جسد برهنه و خالکوبی شدهٔ یک اسپانیایی در شهر سیکامبا به نام تیکامایا پیدا شد. بنا به اظهار سرسیدا، این اسپانیایی در اوایل سال ۱۵۳۶ با ۵۰ قایق جنگی از چاکتمال برای کمک به سیکامبا در نبرد علیه اسپانیایی‌هایی که در تلاش برای استعمار سرزمین‌هایش بودند، آمده بود. آن اسپانیایی در آن نبرد با شلیک گلوله از آرکبوس (نوعی تفنگ بلند) کشته شد. اگرچه سرسیدا اظهار می‌کند که آن اسپانیایی گونزالو آروکا نام داشت، اما چمبرلین و دیگر مورخانی که دربارهٔ این رویداد می‌نویسند، آن مرد را گونزالو گوئررو اعلام می‌کنند. گوئررو هنگام مرگ به احتمال ۶۶ ساله بود.

## دانش در رابطه با بوجود گوئررو
هیچ گزارش معتبر و مستقیمی که توسط خود گوئررو نوشته شده باشد تا به امروز وجود ندارد. گزارش‌هایی که دیگران دربارهٔ گوئررو نوشته‌اند، منابع اطلاعاتی ما را تشکیل می‌دهند. اول از همه، جرونیمو دی آگیلار است که اظهار می‌کند، گوئررو همزمان با او توسط مایاها اسیر شد. کورتس نامه‌هایی را با گوئررو رد و بدل کرد، اما او را از نزدیک ملاقات نکرد. برنال دیاز دی کاستیلو همچون کورتس دربارهٔ رویدادهایی مشابه نوشت. سرسیدا او را در میدان نبرد در هندوراس مُرده یافت، اما هرگز با او گفتگویی نداشت. در اقدامات اولیهٔ اسپانیایی‌ها برای وقایع‌نگاری فتوحات که در اواخر قرن شانزدهم و اوایل قرن هفدهم صورت گرفت (اویدو، هررا) از گوئررو نام برده شده‌است، هرچند نسبت به گزارش‌های مقارن با او، از صحت کمتری برخوردارند.

### گزارش‌های اخیر
اگرچه گوئررو در وقایع تاریخی متعددی از فتوحات مکزیک و رسانه‌ها حضور دارد و ماهیت او از لحاظ تاریخی تأیید شده‌است، برخی گزارش‌ها دربارهٔ او دارای ضد و نقیض هستند. این گزارش‌ها که اغلب، با فقدان حقایق و دروغ‌های تاریخی همراه اند، در طول قرن‌ها منجر به بازنگری مجدد و مداوم از شخصیت گوئررو شده‌است. این جریان با وقایع‌نگاران قرن شانزدهم آغاز شد و در قرن بیستم با مکتب بومی‌گرایی مکزیکی که هر کدام هدف و تفسیر خاص خود را داشتند، به پایان رسید.
منتقد ادبی، رز آنا ام. مولر، در مقاله‌ای با نام از پیروی آیین تا کمیک: بازنمایی گونزالو گوئررو به عنوان قهرمان فرهنگی در فرهنگ عامهٔ مکزیک، توصیف‌های متعددی از گوئررو، از شخصیتی منفور برای مهاجمان اسپانیایی قرن شانزدهم تا بنیان‌گذار مکزیک کنونی را بررسی می‌کند. با این حال، همچون بسیاری از اسطوره‌ها، حقیقت مربوط به این اسطوره نیز بسیار بحث‌برانگیز است.
مولر جمع‌بندی می‌کند: «در حالی که منابع اولیه و ثانویه، کلیاتی از پیشینهٔ گوئررو را در طول دورهٔ استعمار بیان کرده‌اند، امروزه او به نمادی سیاسی‌ادبی و به اسطوره‌ای ملی تبدیل شده‌است… اگرچه وقایع‌نویسان او را تحقیر کرده‌اند، با این حال، گوئررو تا حدودی تبرئه شده‌است، زیرا به الگویی تبدیل شده که نیاز به برقراری پیوند میان استعمارگران اروپایی و بومیان قارهٔ آمریکا را در شرایط داخلی برآورده می‌کند».
شاید مشهورترین اثر ادبی که از گوئررو به عنوان پدر دورگه‌ها در مکزیک تجلیل می‌کند، کتاب گونزالو گوئررو: داستانی تاریخی اثر یوجینیو آگیره است که در سال ۱۹۸۰ در مکزیک منتشر شد. این کتاب به پرفروش‌ترین کتاب ملی تبدیل شد و در سال ۱۹۸۱، مدال نقرهٔ آکادمی بین‌المللی پاریس را به دست آورد. در سال ۱۹۹۹، کتاب محبوب دیگری با نام گوئررو و خون قلب نوشتهٔ آلن کلارک در مکزیک منتشر شد که دربارهٔ زندگی معنوی و پیشینهٔ گوئررو و آگیلار است. گوئررو و آگیلار شخصیت‌های اصلی در رمان تاریخی فرمانروای مایا نوشتهٔ جان کو رابینز هستند که در سال ۲۰۱۱ در ایالات متحده منتشر شد. کتاب «اعترافات گونزالو گوئررو» نوشتهٔ جان ریزینگر که در سال ۲۰۱۵ منتشر شد، کتابی تاریخی است که از زاویهٔ دید گوئررو به شرح انگیزه‌ها و درگیری‌های او و همچنین رابطه‌اش با همسر مایایی‌اش پرداخته‌است.
دیوید استاکتون، نویسندهٔ آمریکایی، زندگی و کارهای گوئررو را در رمان خود به نام نشانه‌ای از پیروزی (۱۹۶۰) به صورت داستان درآورده است. این اثر که به تازگی، توسط انتشارات Faber & Faber دوباره چاپ شده‌است، «هشتمین رمان دیوید استاکتون و اولین رمانی است که او به عنوان «سه‌گانهٔ آمریکایی» در نظر گرفت… این کتاب تصویری واضح از تأثیر دو تمدن بزرگ بر یکدیگر و حکایت گوئررو - مردی که با درک آیین و وفاداری واقعی خود، آن‌ها را تا فرجام اجتناب‌ناپذیرشان دنبال کرد را بیان می‌کند».
یواخیم آی کروگر، روان‌شناس اجتماعی، در مقاله‌ای تاریخ نگارانه، حکایت گونزالو گوئررو را به عنوان پدیدهٔ تحول بنیادی هویت بازنگری کرده که پرسش‌هایی را دربارهٔ ماهیت انسان مطرح می‌کند: «چه بسا داستان گونزالو بتواند ما را ترغیب کند که نگاهی دوباره به جایگاه و هستی خود بیندازیم. چه نیروها و عواملی ما را شکل می‌دهند و زمانی که طوفان، ما را به ساحلی ناآشنا پرتاب کند، چه واکنشی نشان خواهیم داد؟»

## کتابشناسی
- Gonzalo Fernández de Oviedo, Historia General y Natural de las Indias, Book XXXII, Chapter VI, 1851, Madrid.
- Robert S. Chamberlain, Conquest and Colonization of Yucatán 1517–1550, 1947, Washington DC.
- Bernal Díaz del Castillo, Historia Verdadera de la Conquista de la Nueva España, 1992, Madrid.
- Bernal Díaz del Castillo, Genaro García (Editor), Alfred Percival Maudslay (Translator), The True History of the Conquest of New Spain, 2010, Cambridge.
- Archivo de la historia de Yucatán, Campeche y Tabasco. 3 vols, ed. J. Ignacio Rubio Mañé (Mexico D.F. , 1942).
- Morris, Walter F. (1990). Living Maya. ISBN 0-8109-2745-4.
- Santiago, Juan-Navarro; Theodore Robert Young (January 2001). A Twice-Told Tale: Reinventing the Encounter in Iberian/Iberian American Literature and Film. University of Delaware Press. ISBN 0-87413-733-0.
- Stefano Menna (2017). Gonzalo Guerrero e la frontiera dell'identità. Jouvence. ISBN 9788878015579.